# アニマルエレジー
『アニマルエレジー』は、テレビ朝日で2020年10月11日（10日深夜）から2021年9月26日（25日深夜）まで放送されていたバラエティ番組。

## 概要
2012年4月15日から放送されていた『ナツメのオミミ』『ナツメ・道楽』『夏目☆記念日』『夏目と右腕』『ヤーヌス』『はくがぁる』『chouchou』『ポルポ』に続く、夏目三久MCの深夜バラエティ番組の第9弾。前番組「ポルポ」から、放送時間を30分繰り上げた毎週日曜日 0:30の枠で放送された。
夏目と天才子役 上杉みちに扮するロバート秋山が出演し
いろいろな生物の悲哀（エレジー）を紹介する、動物系のバラエティー番組。
2021年秋の夏目の芸能界引退に合わせて、2021年9月26日で最終回を迎えた。これにより、『ナツメのオミミ』から約9年半に渡って続いた夏目の深夜バラエティ番組シリーズも終了した。

## 出演者
- 明るく元気なお姉さん：夏目三久 - 進行
- 児童劇団「えんきんほう」子役：上杉みち

声の出演
- ロバート秋山（動物ナレーター＆歌）

ゲスト
- スキマスイッチ（2021年4月17日）「全力少年」の替え歌で、ハキリアリの人生をつづったエレジーソング「全力人生」を歌唱[3][4]（「全力人生」のオリジナル歌唱はロバート秋山）。

## テーマソング
- スキマスイッチ「吠えろ!」 ※番組のために書き下ろし[5]。

## 放送内容
| 放送日         | 動物                                 |
| -------------- | ------------------------------------ |
| 2020年10月10日 | ナマケモノ・コアラ                   |
| 2020年10月17日 | ブチハイエナ・オシドリ               |
| 2020年10月24日 | イワシ・フンコロガシ                 |
| 2020年10月31日 | トラ・ラーテル                       |
| 2020年11月07日 | オオアリクイ・ハエトリソウ           |
| 2020年11月14日 | ベニガオザル・アリジゴク             |
| 2020年11月21日 | ヌー・ハチドリ                       |
| 2020年11月28日 | ダチョウ・ハダカデバネズミ           |
| 2020年12月12日 | カンガルー・ラッコ                   |
| 2020年12月19日 | キリン・ミサゴ                       |
| 2021年01月09日 | ビーバー・冬虫夏草                   |
| 2021年01月16日 | マナティー・オオヨシキリ             |
| 2021年01月23日 | オナガセアオマイコドリ・ハリガネムシ |
| 2021年01月30日 | パンダ・カオジロガン                 |
| 2021年02月06日 | ライオン・シャカイハタオリ           |
| 2021年02月20日 | カバ・シロイワヤギ                   |
| 2021年02月27日 | コウテイペンギン・オオカワウソ       |
| 2021年03月06日 | ヘラジカ・ピソニア                   |
| 2021年03月13日 | シロアリドングリキツツキ             |
| 2021年03月20日 | クジャク・カクレウオ                 |
| 2021年03月27日 | オオモンシロ・チョウクダクラゲ       |
| 2021年04月03日 | フラミンゴ・カメレオン               |
| 2021年04月10日 | チーター・アデリーペンギン           |
| 2021年04月17日 | ハキリアリ                           |
| 2021年04月24日 | ウミイグアナ・吸血生物               |
| 2021年05月01日 | カンムリブダイ・サハラギンアリ       |
| 2021年05月08日 | シロナガスクジラ・ネナシカズラ       |
| 2021年05月15日 | ハイギョ・ウミショウブ               |
| 2021年05月22日 | ワタリバッタ・ウミウシ               |
| 2021年05月29日 | ヒアリ・アンボイナガイ               |
| 2021年06月05日 | ピーコックスパイダー・コンゴウインコ |
| 2021年06月12日 | ニワシドリ・トビウオ                 |
| 2021年06月19日 | トビハゼ・クロシジミ                 |
| 2021年06月26日 | ウシツツキ・ヤギ                     |
| 2021年07月03日 | ヤマガモ・マボヤ                     |
| 2021年07月10日 | ミーアキャット・ジュウシチネンゼミ   |
| 2021年07月31日 | ホッキョクグマ・ミツツボアリ         |
| 2021年08月14日 | トタテグモ・ツノトカゲ               |
| 2021年08月28日 | アジサシ・インドオオリス             |
| 2021年09月04日 | ヤドカリ・アカシアアリ               |
| 2021年09月11日 | クモガニ・イモムシ                   |
| 2021年09月18日 | サボテン・サケイ                     |
| 2021年09月25日 | 粘菌                                 |

## スタッフ
- ナレーター：早見沙織
- 企画：奥川晃弘
- 構成：樋口卓治、酒井健作、藤原ちぼり、後藤祐生、佐藤啓
- TM：高田格
- TD：渡辺晃一
- カメラ：渡邉良平
- 音声：吉田有希
- VE：瀬尾将太
- 照明：五十嵐久夫
- 美術：森永牧子
- 美術デザイン：松田友希
- 美術振興：奥田裕美
- 大道具：副島信太郎
- 装飾：塚谷将朗
- EED：川崎剛史、木原浩司
- MA：公文竜之介（TSP）
- 音響効果：佐藤卓嗣
- 編成：新谷拓也、大松宏樹
- 宣伝：高橋夏子
- デスク：石田涼子
- 美術協力：tv asahi create
- 協力：©クリエイターズ・ファイル、アフロ、ゲッティ、Shutterstock.com、PIXTA
- 衣裳協力：AKIO MORI
- 楽曲協力：GRP
- 監修：どうぶつ科学コミュニケーター・大渕希郷
- 制作協力：クラフト
- 制作スタッフ：橋本健、手塚達也、川野由衣、遠山辰之真、山野美香、竹内彩華
- 制作協力：Tanabe Agency Co.,Ltd.
- ディレクター：井長英嗣、秋山務、斎藤ノエル龍佑、藤尾圭祐、山本希江
- 演出：久保信広
- プロデューサー：北村麻美、伊部千佳子、岡野明子、山田令子
- ゼネラルプロデューサー：樋口圭介
- 制作著作：tv asahi

## ネット局
| 放送対象地域 | 放送局                   | 系列           | 放送時間         | 放送開始日                 | ネット状況 |
| ------------ | ------------------------ | -------------- | ---------------- | -------------------------- | ---------- |
| 関東広域圏   | テレビ朝日               | テレビ朝日系列 | 土曜 0:30 - 1:00 | 2020年10月11日（10日深夜） | 制作局     |
| 広島県       | 広島ホームテレビ（HOME） | テレビ朝日系列 | 不定期           | 2021年1月16日              | 遅れネット |